# NGC 3005
NGC 3005 is een spiraalvormig sterrenstelsel in het sterrenbeeld Grote Beer. Het hemelobject werd op 25 januari 1851 ontdekt door de Ierse astronoom William Parsons.

## Synoniemen
- MCG 7-20-54
- IRAS 09461+4421
- PGC 28232